# Der Reigen (1920)
Der Reigen ist ein deutscher Stummfilm von 1920. Unter der Regie von Richard Oswald spielen Asta Nielsen und Conrad Veidt die Hauptrollen.

## Handlung
Elena stammt aus einfachen Verhältnissen. Früh wurde sie Halbwaise, und als ihr Vater eine neue Frau heiratete, warf die neue Stiefmutter sie kurzerhand aus ihrem eigenen Elternhaus. Auf sich allein gestellt, lernt Elena bald einen Klavierlehrer kennen, der sie zwar verführt aber nicht heiratet; angeblich, weil er zu arm dafür ist. Als sie über ihn den Musiker Peter Karvan kennen lernt, verschlechtern sich ihre Lebensumstände rapide. Dieser Kabarettunterhalter ist ein ebenso charismatischer wie rüder Typ, der sie in große emotionale Abhängigkeit bringt und Elena als Prostituierte für sich arbeiten lässt.
Elena kann sich jedoch von dem teuflischen und egoistischen Nihilisten lösen und findet eine Anstellung als Erzieherin bei dem wohlhabenden Kaufmann Albert Peters. Bald wird sie die Geliebte ihres verheirateten Arbeitgebers. Als dessen Gattin verstirbt, heiraten Elena und Peters, doch bald verliebt sie sich in dessen Bruder Fritz. Zu allem Unglück hat Karven Elena zu keiner Zeit völlig aus den Augen verloren. Eines Tages taucht er wieder auf und versucht, Elena zu erpressen. Von ihrem Vorleben angewidert, wirft der Fabrikant seine Frau aus seinem Haus. Karven, der nun glaubt, wieder Macht über sie zu besitzen, lässt Elena als Tingeltangelsängerin auftreten, bis sie aus überbordendem Lebensekel erst Karven und dann sich erschießt.

## Produktionsnotizen
Der Reigen, auch bisweilen unter dem längeren Titel Der Reigen – Ein Werdegang geführt, entstand im Winter 1919/20 im Bioscop-Atelier in Neubabelsberg und ist, trotz faktischer Namensgleichheit, keine Adaption des zum Ende desselben Jahres in Deutschland erstaufgeführten Dramas von Arthur Schnitzler. Der Autor versuchte sich massiv gegen eine Verbindung zu dem nahezu gleichnamigen Film zu wehren, als er nach der Wiener Premiere am 30. September 1920 ein Statement im Neuen Wiener Journal abdrucken ließ. Dort heißt es:
„Einige Kinotheater kündigen die Aufführungen eines Filmwerks Der Reigen an, mit dem Zusatze nach Schnitzlers Roman. Ich stelle hiermit fest, daß der Film Der Reigen mit meiner Szenenfolge Reigen nichts weiter gemein hat als den Titel, der allerdings durch den vorgesetzten Artikel sozusagen geändert erscheint. Da diese Aenderung keineswegs genügte, um, wie vielleicht auf der mir unbekannte Verfasser des Filmwerkes Der Reigen vorauszusehen in der Lage war, Verwechslungen mit der von mir verfassten Szenenreihe und eine gelegentliche mißverstänfliche Benutzung meines Namens auszuschließen, behalte ich mir weitere Schritte in dieser Gelegenheit vor.“
Der Reigen fand seine Uraufführung am 27. Februar 1920 in Berlin und passierte erst am 17. Juli 1920 die Zensur. Dort wurde der Sechsakter mit einer Länge von 2025 Meter mit Jugendverbot belegt.
Die Filmbauten stammen aus der Hand von Hans Dreier. Richard Löwenbein assistierte Regisseur Oswald.

## Kritik
Der Kinematograph nannte Der Reigen einen durchschnittlichen Film, nicht mehr, befand, dass man schon bessere Arbeit sowohl von Oswald als auch von Nielsen gesehen hätte und lobte hingegen Veidts Leistung, die ausgezeichnet wie stets sei.
Paimann’s Filmlisten resümierte: „Stoff, Photos und besonders das Spiel ausgezeichnet. Szenerie sehr gut.“
Auf film.at heißt es: „Oswald führt einen Reigen erotischer Beziehungen vor, jedoch nicht den Schnitzler. Er wendet die Perspektive und gibt ihm eine interessante soziale Klassengrundierung. (…) Der Reigen ist ein Frauendrama. Es berichtet auch von der Unsicherheit und dem Unsteten der Gefühle. Erst ganz am Schluss gelingt es der Nielsen, sich aus dem Gespinst ihres Begehrens und Begehrtwerdens zu befreien. Der Preis zur Wiedergewinnung ihrer Handlungsfähigkeit ist hoch: sie tötet den Mann, den sie wohl am meisten liebte und der sie am schamlosesten benutzte.“